# Siège de Deventer (1591)
Pour les articles homonymes, voir Siège de Deventer.
Guerre de Quatre-Vingts Ans
Batailles
- Chronologie de la guerre de Quatre-Vingts Ans
- Valenciennes
- Austruweel
- Rheindalen
- Heiligerlee
- Jemmingen
- Jodoigne
- Brielle
- 1er Flessingue
- Malines
- Goes
- Mons
- Haarlem
- 2e Flessingue
- Borsele
- Zuiderzee
- Alkmaar
- Leyde
- Reimerswaal
- Mook
- Lillo
- Zierikzee
- 1er Anvers
- 1er Bréda
- Gembloux
- Rijmenam
- 1er Deventer
- Maastricht
- 2e Bréda
- Açores
- 2e Anvers
- 3e Anvers
- Boksum
- Zutphen
- 1er Berg-op-Zoom
- Gravelines
- 3e Bréda
- 2e Deventer
- Groningue
- Huy
- 1er Groenlo1
- 2e Groenlo
- Turnhout
- Nieuport
- Ostende
- L'Écluse
- 3e Groenlo
- Saint-Vincent
- Gibraltar
- Saint-Vincent (1621)
- 2e Berg-op-Zoom
- 4e Bréda
- 4e Groenlo
- Matanzas
- Bois-le-Duc
- Abrolhos
- Slaak
- Maastricht
- 5e Bréda
- Cabañas
- Calloo
- Les Downs
- Saint-Vincent (1641)
- Hulst
- Cavite

Le siège de Deventer désigne le siège qu'a subi la cité de Deventer du 1er au 10 juin 1591 durant la Guerre de Quatre-Vingts Ans. Les troupes des Provinces-Unies, aux ordres de Maurice de Nassau, Prince d'Orange, ont essayé de reprendre la ville à la garnison espagnole, commandée par le Stathouder Herman van den Bergh (en) pour le compte des Espagnols. La ville avait été capturée par les États en 1578, mais était revenue aux mains des Espagnols dans l'intervalle, après la trahison du gouverneur William Stanley (nl). La garnison a engagé une défense acharnée mais finalement s'est rendue le 10 juin.

## Sources
- (en) Cet article est partiellement ou en totalité issu de l’article de Wikipédia en anglais intitulé « Siege of Deventer (1591) » (voir la liste des auteurs).